# Verkehrszentrale Travemünde

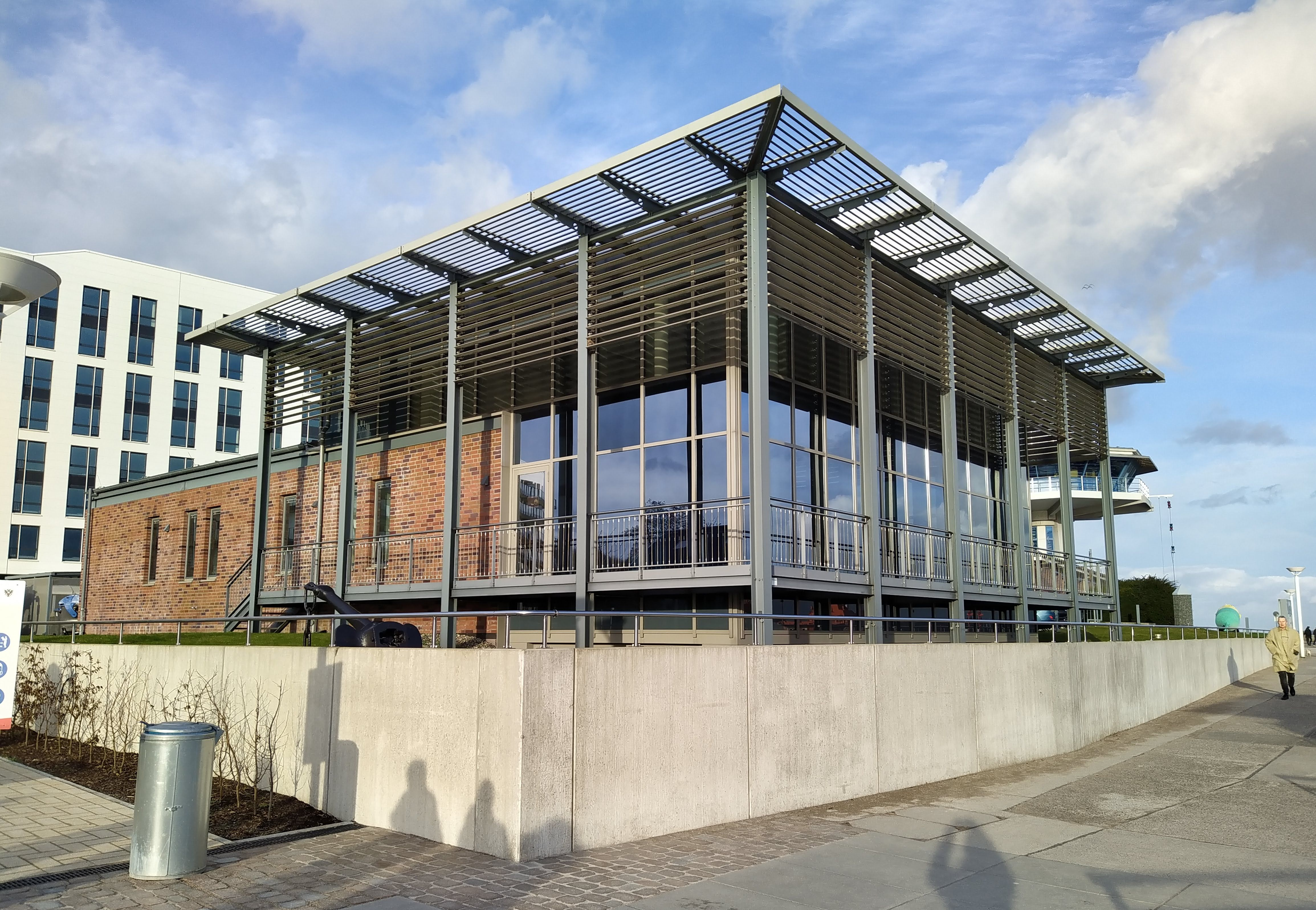
Gebäude der Verkehrszentrale in Travemünde

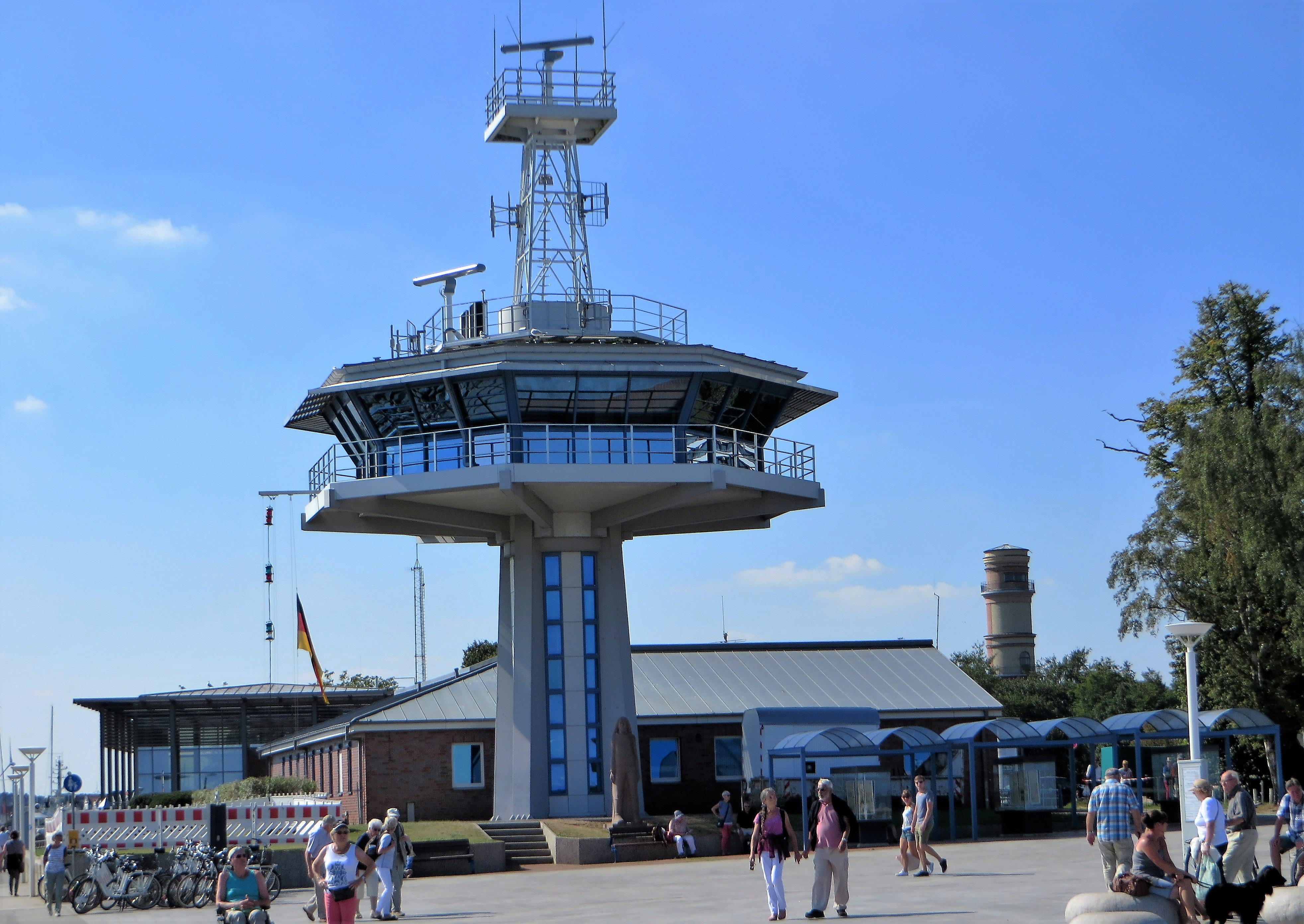
Turm der alten Verkehrszentrale Travemünde (1992 bis 2013), dahinter die Lotsenstation und der verglaste Neubau – rechts im Hintergrund der alte Leuchtturm Travemünde

Die Verkehrszentrale Travemünde ist eine von neun Verkehrszentralen der Wasserstraßen- und Schifffahrtsverwaltung des Bundes (WSV), die im deutschen Hoheitsgebiet für den Schiffsverkehrsdienst VTS (englisch Vessel Traffic Service) eingerichtet wurden. Die Zentrale in Travemünde überwacht, informiert und regelt den Schiffsverkehr im westlichen Teil der Ostsee zwischen der dänischen Grenze in Schleswig-Holstein und Mecklenburg. Mit modernster Technik sorgen erfahrene Nautiker rund um die Uhr für einen reibungslosen Schiffsverkehr und unterstützen die Navigation auf See. Als VTS Travemünde untersteht die Verkehrszentrale dem Wasserstraßen- und Schifffahrtsamt Ostsee (WSA Ostsee).

## Aufgaben der Verkehrszentrale
Zentrale Aufgabe der VTS-Zentrale ist die Ordnung des Schiffsverkehrs im Rahmen der rechtlichen Vorgaben als Schifffahrtspolizei mit der maritimen Verkehrssicherung. Grundlage ist die UN-Konvention zur Schiffssicherheit SOLAS (International Convention for the Safety of Life at Sea) und den darin geregelten "Verkehrssicherungsdiensten". Diese Dienste müssen durch eine staatlich autorisierte Stelle für die Schifffahrt rund um die Uhr verfügbar sein, um die Sicherheit und Leichtigkeit des Schiffsverkehrs jederzeit zu gewährleisten.

## Zuständigkeitsgebiet
Das Zuständigkeitsgebiet der Zentrale in Travemünde ist eingegliedert in das küstenweite Verkehrssicherungssystem Deutsche Küste. Unter dem Dach des WSA Ostsee wird noch eine zweite Zentrale in Warnemünde für den östlichen Anteil der deutschen Ostsee betrieben. Die Grenze liegt westlich von Kühlungsborn am Kap Bukspitze in Mecklenburg, wo der Leuchtturm Buk als weithin sichtbares Schifffahrtszeichen steht.
Das von Travemünde aus verantwortete Seegebiet reicht von der Flensburger Förde über die Kieler Bucht bis zur Lübecker Bucht. Im Seegebiet verlaufen die zwei stark befahrenen Hauptschifffahrtsrouten nach Skandinavien, Polen und dem Baltikum. Der Kiel-Ostsee-Weg führt vom bzw. zum Hafen Kiel und dem Nord-Ostsee-Kanal und tangiert die Insel Fehmarn, wo starker Fährverkehr diese Route kreuzt. Der Lübeck-Gedser-Weg bindet den Hafen von Lübeck-Travemünde an, wo die großen Fährschiffe der Ostsee anlegen. Östlich von Fehmarn vereinigen sich beide Seewege und führen zur Kadetrinne, dem schwierigsten und gefährlichsten Fahrwasser der Ostsee.
In der Kieler Bucht zweigt eine Schifffahrtsstraße in Richtung Norden ab in den Großen Belt, die weiter zum Kattegat führt und von der Fährlinie zwischen Kiel und Oslo genutzt wird. Etwa die Hälfte des Schiffsverkehrs zwischen Kattegat und Ostsee läuft über diese Verbindung. Zusammen mit den weiteren Hafenzufahrten nach Flensburg und Wismar entsteht ein Geflecht aus aufeinander zulaufenden und sich kreuzenden Verkehren, die sich auf einen engen Raum konzentrieren.
Das Überwachungsgebiet ist unterteilt in fünf Sektoren, die per Funk auf separaten Arbeitskanälen oder über Telefon angesprochen werden können:
| Sektor Rufname       | Revier                                                            | Arbeitskanal |
| -------------------- | ----------------------------------------------------------------- | ------------ |
| Kiel Bight Traffic   | Kieler Bucht von Flensburg bis zur Kieler Förde                   | 73           |
| Kiel Traffic         | Kieler Bucht mit Zufahrt Nord-Ostsee-Kanal bis Leuchtturm Neuland | 67           |
| Fehmarn Belt Traffic | Fehmarnbelt vom Leuchtturm Neuland bis Großenbrode                | 68           |
| Trave Traffic        | Hafen Lübeck-Travemünde bis Großenbrode – Bukspitze               | 13           |
| Wismar Traffic       | Hafen Wismar und Wismarer Bucht                                   | 12           |

Bei Verlassen des Zuständigkeitsgebiets werden die geführten Schiffe an die benachbarten Verkehrszentralen übergeben:
- Verkehrszentrale Nord-Ostsee-Kanal
- Verkehrszentrale Warnemünde
- Verkehrszentrale Großer Belt, Dänemark (Great Belt VTS)

## Technische und personelle Ausstattung
Grundlage der Arbeit bildet das Sammeln, Auswerten und Weiterleiten extern und intern ermittelter Daten und Darstellung der Verkehrssituation, um die Schiffe sicher auf ihrem Weg Richtung Ziel zu begleiten. Grundlage ist die maritime Verkehrstechnik, deren wichtigste Elemente das Radar und das Automatische Schiffsidentifizierungssystem AIS (Automatic Identification System) sind. Zwei redundante VTS-Datensysteme gestatten die laufende Darstellung der Positionen und Bewegungen der Schiffe im Überwachungsbereich, die durch visuelle Informationen über Kamerasysteme ergänzt werden. Wichtigstes Kommunikationsmittel ist der Sprechfunk auf Ultrakurzwelle.
Die eigentliche Überwachung und Führung der Schiffe im Wachbereich obliegt den Nautikern der Verkehrszentrale, die sich in der Mehrzahl aus erfahrenen Kapitänen rekrutiert. Sie bedienen und beobachten das VTS-System mit der dargestellten Verkehrssituation und den zugehörigen Messwerten. Aufgrund ihres Wissens und ihrer Erfahrung bewerten sie die Gesamtsituation und greifen bei Bedarf regelnd ein. Entsprechend der Gebietsaufteilung ist für jeden Sektor (traffic) ein Wachtisch vorhanden. In drei Schichten rund um die Uhr leisten die Nautiker und Nachrichtentechniker der Verkehrszentrale Hilfestellung für die Kapitäne und Lotsen an Bord der Schiffe.

## Gebäude
Die Verkehrszentrale Travemünde mit dem auffälligen Turm liegt am linken Ufer der Trave am Ende der Travepromenade neben der Lotsenstation. Der Turm wird überragt durch das über 100 Meter hohe Hotel Maritim Travemünde, das im Dachgeschoss seit 1974 das Leuchtfeuer als Ersatz für den Leuchtturm Travemünde ausstrahlt. Die Inbetriebnahme der Verkehrszentrale Travemünde fand im Oktober 1992 statt.
Zunächst war im verglasten Turm nur der Arbeitsplatz Trave Traffic zur Überwachung der Lübecker Bucht mit dem Traverevier eingerichtet worden. Durch den Zusammenschluss der VKZ in Wismar und Travemünde kam 1999 ein zweiter Arbeitsplatz für den Wismar Traffic hinzu. 2006 erfolgte die Übernahme der Verkehrssicherung auf der Kieler Förde mit der Einrichtung eines dritten Platzes für den Kiel Traffic. Gleichzeitig wurde ein weiterer Platz für die Verkehrsüberwachung des Fehmarnbelts vorbereitet. Nachdem drei weitere Radarstandorte eingerichtet waren, kann seit 2008 das gesamte Zuständigkeitsgebiet einschließlich des Fehmarnbelts per AIS überwacht werden.
Die gestiegenen Anforderungen an die maritime Sicherheit und die Erweiterung der zu überwachenden Reviere war der zur Verfügung stehende Wachraum im Turm nicht mehr ausreichend. Technische Modernisierungen waren aus konstruktiven Gründen nicht mehr möglich und auch aus ergonomischen Gesichtspunkten genügten die Arbeitsplätze nicht mehr dem Stand der Technik. Daher plante und baute die WSV ab 2010 einen Neubau der Verkehrszentrale. Die Fertigstellung und Inbetriebnahme auf dem Grundstück neben der Lotsenstation erfolgte 2013. Der 'alte' Turm bleibt weiterhin als Radarstandort erhalten und bietet die Möglichkeit dort Notfallarbeitsplätze einzurichten. Der neue Wachraum im verglasten Neubau weist sechs Arbeitsplätze auf und bietet Sicht auf die Trave.

## Verkehrszentrale Fehmarnbelt
Durch die Planungen für eine Feste Fehmarnbeltquerung wurden im November 2011 für die noch im Bau befindliche Verkehrszentrale zusätzliche Aufgaben definiert. Die geplante Baumaßnahme wird beträchtliche Auswirkungen auf den Schiffsverkehr haben und einen deutlich höheren Informations- und Regelungsbedarf hervorrufen. Daher soll für die Bauphase eine eigenständige internationale Verkehrszentrale gebildet werden, die paritätisch mit Mitarbeitern der deutschen und dänischen Seeschifffahrtsbehörde besetzt wird. Um gefährliche Annäherungen von Schiffen im Baubereich zu vermeiden, ist vorgesehen, dass im Fehmarnbelt zwei Verkehrssicherungsfahrzeuge mit deutschen Behördenvertretern patrouillieren und eingreifen können. Am 1. Juli 2021 konnte ein gemeinsames deutsch-dänisch besetztes VTS für den Fehmarnbelt als weiterer Arbeitsplatz in Travemünde mit neuster Technologie in Betrieb genommen werden.